# تاو خرس بزرگ
تاو خرس بزرگ یک ستاره است که در صورت فلکی خرس بزرگ قرار دارد.